# Catarhoe sabinata
Catarhoe sabinata là một loài bướm đêm trong họ Geometridae.